# Cambron
Cambron település Franciaországban, Somme megyében. Lakosainak száma 751 fő (2022. január 1.). Cambron Moyenneville, Yonval, Abbeville, Cahon, Grand-Laviers, Miannay és Saigneville községekkel határos.

## Népesség
A település népességének változása:
| Lakosok száma | 746  | 741  | 747  | 724  | 723  | 761  | 774  | 763  | 751  |
|               | 2013 | 2015 | 2016 | 2017 | 2018 | 2019 | 2020 | 2021 | 2022 |